# Зубрицький Анатолій Федорович
Анато́лій Фе́дорович Зубри́цький (прізвиська — Зубр, Тато (рос. Папа); нар. 20 листопада 1920, Одеса,  Одеська губернія, Українська РСР — пом. 17 лютого 2005, Одеса, Україна) — колишній український радянський футболіст, грав на позиції воротаря, радянський футбольний тренер. Майстер спорту СРСР (1948 рік) та Заслужений тренер Української РСР (1961 рік). Ветеран німецько-радянської війни. Один з найавторитетніших футбольних фахівців в Україні 1960-х — 1970-х років. Засновник та перший керівник СДЮШОР «Чорноморець» у 1975—1977 та 1979—2005 роках. Відомий виступами за одеський «Харчовик», київське «Динамо» та кишинівський «Буревісник». У складі цих команд тричі ставав володарем кубку Української РСР, а також став переможцем зонального турніру класу «Б» чемпіонату СРСР.
Головував тренерські штаби полтавського «Колгоспника», одеського «Чорноморця», «Дніпра» з однойменного міста, київського «Динамо», криворізького «Кривбасу» та сімферопольської «Таврії». Як тренер Анатолій Федорович у різні роки вигравав кубок УРСР, двічі ставав переможцем зонального турніру класу «Б», а також виграв чемпіонат СРСР серед дублерів.

## Життєпис

### Кар'єра футболіста

#### Перші роки
Анатолій Федорович Зубрицький народився 20 листопада 1920 року в Одесі, що на той час входило до складу Херсонської губернії Української РСР. Майже усе дитинство разом із іншими дітлахами Анатолій провів у місцевому порту. У дитинстві він захоплювався волейболом, баскетболом та великим тенісом. В останньому, до речі, досяг деяких успіхів, ставши срібним призером шкільної спартакіади Азовсько-Чорноморського краю у середині 1930-х років. Але остаточно для себе Зубрицький серед усіх видів спорту обрав футбол, у який грав з дитинства у дворі. Пізніше хлопець почав виступати за юнацьку команду з місцевого палацу піонерів, що знаходився у Воронцовському палаці під керівництвом відомого одеського футболіста імперських часів, Олександра Злочевського. Навчаючись у школі, Анатолій, грав за дорослу непрофесійну команду ДСТ «Буревісник» та збірну міста Одеси.
Після закінчення дев'ятого класу Зубрицький поступив на робітфак при Одеському консервному інституті (нині Інститут холоду, кріотехнологій та екоенергетики імені В. С. Мартиновського ОНАХТ), який закінчив восени 1939 року і був прийнятий на перший курс інституту. Але ще до початку занять Анатолія Федоровича та ще кількох молодих воротарів місцевих команд запросили на перегляд в одеське «Динамо», що виступало у класі «А» чемпіонату СРСР. На початку чемпіонату дублюючий воротар команди, Дмитро Піньков був відрахований зі складу клубу, а без другого воротаря у вищому дивізіоні національного чемпіонату в одеської команди були не великі шанси чогось досягти, тому керівництвом було надано наказ віднайти з місцевих футболістів дублера для команди.

#### Одеські «Динамо» та «Харчовик»
Після перегляду декількох футболістів тренери динамівців обрали Зубрицького, як дублера основного воротаря і незабаром, разом з командою хлопець вирушив на матч до Москви проти місцевого ЦБЧА. Під час матчу, що відбувся 4 червня 1939 року на стадіоні «Сталінець», основний воротар одеситів Олександр Михайличенко отримав травму і ворота довелося захищати молодому Зубрицькому. Дебютний матч у команді майстрів, незважаючи на поразку 2:3, Анатолій провів на високому рівні, а у наступному турі проти столичного «Торпедо» юний воротар відіграв свій перший «сухий матч» (1:0).
І хоча Анатолій дебютував у професійному футболі саме з «армійцями», для одеської публіки цей воротар був не знайомий і тому ще один «дебютний матч» Зубрицький зіграв 16 червня 1939 року на Стадіоні парку імені Шевченка проти тбіліського «Динамо». Через те, що Михайличенко, все ще не одужав, Зубрицький знову зайняв ворота. Рахунок було відкрито на 3-й хвилині легендарним грузинським бомбардиром, Борисом Пайчадзе, але у середині першого тайму одеситам вдалося зрівняти рахунок, м'яч забив Володимир Онищенко на 28-й хвилині. По завершенні першого тайму рахунок так і закінчився нічийним. На початку другого тайму на 51-й хвилині «моряки» забили другий гол, повівши у рахунку, а 78-й хвилині московський арбітр зустрічі, Демідов, призначив у ворота одеситів пенальті, який виконав грузинський футболіст, Михайло Бердзенішвілі, але вже через три хвилини одеська команда знову поченає вести у рахунку, дякуюючи другому голу від Петра Калашникова. На останніх хвилинах під час ще одної атаки тбілісців Зубрицький кинувся у ноги Пайчадзе, прийнявши удар на себе. Після чого довго лежав на газоні, не маючи змоги підвестися через отриману травму. А після наданої гравцю лікарської допомоги Анатолій знову, тримаючись за живіт, зайняв місце у створі воріт, адже замін більше в одеської команди не було. Після цього, на останніх секундах зустрічі, м'яч знову потрапив до ніг Бориса Пайчадзе, але той вибив м'яч в аут. Того сезону Зубрицький відіграв за команду з «Південної Пальміри» всього вісім матчів, де пропустив 24 голи. І хоч у той час у складі одеської команди грало досить багато досвідчених футболістів свого часу, як Михайло Волін, Леонід Орєхов, Микола Хижников тощо, але все ж за підсумками сезону команда вилетіла до Групи «Б», посівши останнє місце у турнірній таблиці.
У 1940 році Михальченко був призваний в армію, завдяки чому Зубрицький став основним воротарем команди. Але незабаром на армійську службу був призваний і сам Анатолій. Завдяки клопотанню команди, він був залишений у військової частині, що розташовувалася в Одесі і продовжував виходити на поле у складі команди, яка до того часу змінила товариство «Динамо» на «Харчовик». Втрата двох воротарів майже одночасно змусила керівництво та тренерський штаб шукати ще одного воротаря до команди «моряків». Це місце зайняли два нових гравці клубу — колишній воротар сталінського «Стахановця» Віктор Ломакін та Костянтин Дейніс, однак більшість матчів у сезоні за команду, все ж, провів Анатолій. Вже наприкінці сезону Зубрицький, пройшовши «курс молодого бійця», почав виступав тільки в армійських футбольних та баскетбольних змаганнях за команду Одеського військового округу. Навесні того ж року футбольне керівництво міста намагалося повернути Анатолія до команди майстрів, але якраз у той час у Кишиневі проводилися змагання першості округу, тому командування військової частини пообіцяло перевести Зубрицького тільки у червні.

#### Німецько-радянська війна
Маючи вже усі потрібні документи, Анатолій на початку літа готувався знову повернутися у великий футбол, але у червні того ж року усі плани були зірвані початком Німецько-радянської війни. Військова частина, де перебував Зубрицький, брала участь у боях на кордоні з Румунією. Під час відступу підрозділи вже під Миколаєвом були оточені ворожою піхотою, а Зубрицький з іншими бійцями були захоплені у полон. Якийсь час військовиків тримали у місцевому морському шпиталі, після чого 40 солдат, серед яких був і Анатолій перевезли до села Коблеве, що у Березанському районі, Миколаївської області, використовувати їх, як робочу силу на дорожніх роботах. 16 жовтня 1941 року німецько-румунські війська захопили Одесу. Після цього полонених було наказано перевести до іншого табору. У ході переходу з місця на місце, колона колишніх радянських солдат розтягнулася на кілометри, при цьому охороняла її незначна частка румунських солдат, які не були вельми спостережливими. Під час переходу колоною одеського Пересипу, Зубрицький, побачивши, що практично уся місцевість вкрита невеличкими ямами-озерами та розбомбованими заводами, вирішив втекти. Тоді разом з ще одним полоненим Анатолій сховався на території одного з заводів, де вони чекали до вечора, а вибравшись з-під укриття радянські солдати пішли до міста ховатися.
Добравшись до Одеси, Анатолій сховався у родичів і три тижні не виходив з дому. А згодом він дізнався, що на місцевому заводі «Кінап», що розташовувався на вулиці Дальницькій, 25 працює ціла спілка одеських футболістів. Серед них, зокрема, були і колишні колеги Анатолія: Леонід Орєхов, Микола Хіжников, Петро Калашников, Олександр Брагін та інші. Хоч виробництво на заводі було призначено для випуску кіноапаратури, новою місцевою владою його було переобладнано для ремонту автівок. Анатолій влаштувався туди вантажником, а згодом став шофером. Власником виробництва на той час був російський емігрант і коли він дізнався, що на нього працюють відомі футболіста, вирішив заснувати свою виробничу команду, назвавши її «Глорія-Форд». Нова одеська команда грала здебільшого з військовими румунськими командами з найближчих румунських міст, а також з іншою новою одеською командою «Вікторія», коди згодом перейшли Орєхов та Бесєдін. І якщо в румунських військовиків «Глорія-Форд» впевнено вигравала, з «Вікторією» в робітників «Кінапу» було справжнє суперництво. Окрім того при німецько-румунській владі була відновлена збірна Одеси, яку відправили у турне в Румунію, де одеські футболісти відіграли декілька матчів з місцевими футбольними клубами, а Зубрицький виступав у ролі основного воротаря.
Після зайняття міста радянською армією у квітні 1944 року, всіх футболістів, що залишилися у місті було об'єднано у команду «Динамо». Через те, що чемпіонат мав початися тільки наступного року у футболістів було достатньо часу на тренування та відновлення місцевого стадіону «Спартак». Анатолій якраз був серед тих гравців. Одного разу Зубрицького та ще одного футболіста, Миколу Хижникова, викликали до НКВС. Звісно це було звична справа для післявоєнного часу, адже колишніх полонених на той час у великій кількості відправляли до ГУЛАГів. Прийшовши до міського відділення НКВС, футболісти дізналися, що насправді їх викликали тому, що їм народним комісаріатом було наказано їхати до Києва.

#### «Динамо» Київ
Окрім одеських футболістів до Києва приїхало багато гравців з усієї Українидля відродження місцевого «Динамо». Очолював команду Микола Махиня, а основним голкіпером був ветеран київської команди та капітан Антон Ідзковський, що не зважаючи на свій вік все ще був одним з найкращих радянських футболістів. Згодом, окрім інших футболістів, до Анатолія приєдналося багато одеситів: Анатолій Жиган, Віктор Севастьянов, Михайло Чиплигін та інші. Однак, не зважаючи на велику кількість досвідчених футболістів, побудувати команду з нуля було дуже важко і перший час клуб не міг розвинути увесь свій потенціал через незіграність серед гравців. З 1946 року, після переходу на тренерську роботу Ідзковського, Зубрицький став основним голкіпером київського «Динамо». Через невиразну гру «біло-синіх» у перші післявоєнні роки у команді змінилося кілька тренерів: Лев Корчебоков, Ідзковський, Борис Апухтін та Костянтин Щегоцький. І тільки з приходом до тренерського штабу Михайла Бутусова команда потроху почала показувати видовищну гру і наприкінці сезону 1947 року зайняли четверте місце у вищому дивізіоні.
1948 року, під час матчу зі столичним ЦБЧА, Анатолій у зіткненні із Всеволодом Бобровим отримав серйозну травму: відрив меніска та пошкодження хрестоподібних зв'язок. Більше двох років доводилося грати на знеболюючих, з еластичною пов'язкою на коліні. І все ж, у 1951 році футболісту довелося робити операцію, яку зробив відомий медик, професор Георгій Ланг. Після операції воротареві ще рік знадобився на відновлення. У 1952 році, вийшовши на футбольне поле, грати в повну силу він вже не зміг, до того ж, у складі «біло-синіх» з'явилися два перспективних воротаря — Євген Лемешко та Олег Макаров. Зігравши в своєму останньому сезоні за київський клуб, що зайняв 2 місце у чемпіонаті, 4 матчі з 13 (що було недостатньо для отримання срібних медалей), Анатолій Зубрицький вирішив закінчити ігрову кар'єру і перейти на тренерську роботу.

#### Завершення кар'єри гравця
У 1953 році Зубрицький вже збирався переходити на тренерську роботу, але несподівано футболіст отримав запрошення пограти в московському «Локомотиві», який тренував Борис Аркадьєв, можливість попрацювати під керівництвом відомого фахівця, підштовхнуло Анатолія ухвалити рішення про перехід у московський клуб.
Провівши сезон у «Локомотиві», Зубрицький вирушив до кишинівського футбольного клубу «Буревісник», що виступав у класі «Б». Молдовську команду тренував тоді відомий радянський футболіст, Георгій Мазанов, а згодом цю посаду зайняв Петро Ступаков. У кишинівській команді Анатолій провів два роки, будучи беззмінним основним воротарем. У 1955 році, клуб завоював перше місце в своїй зоні і вийшов до класу «А». Після цього Зубрицький остаточно вирішив перейти на тренерську роботу.
За усю свою кар'єру футбольного голкіпера Анатолій відіграв 245 офіційних матчів, при чому 193 з них — у вищій лізі чемпіонату СРСР. За цей час футболіст зустрівся на футбольному полі з такими легендарними радянськими футболістами, як Борис Пайчадзе, Мкртич Симонян, Всеволод Бобров, Григорій Федотов, Автанділ Гогоберідзе тощо.

#### Статистика виступів
| Клуб              | Ліга              | Сезон             | Чемпіонат | Чемпіонат | Кубок | Кубок | Всього | Всього |
| Клуб              | Ліга              | Сезон             | Ігор      | ПМ        | Ігор  | ПМ    | Ігор   | ПМ     |
| ----------------- | ----------------- | ----------------- | --------- | --------- | ----- | ----- | ------ | ------ |
| «Буревісник» К    | Б                 | 1955              | 27        | ?         | 2     | -4    | 29     | -4     |
| «Буревісник» К    | Б                 | 1954              | 20        | ?         | 4     | -6    | 24     | -6     |
| «Буревісник» К    | Всього            | Всього            | 47        | ?         | 6     | −10   | 53     | −10    |
| «Локомотив» М     | ВЛ                | 1953              | 9         | -9        | 0     | 0     | 9      | -9     |
| «Локомотив» М     | Всього            | Всього            | 9         | −9        | 0     | 0     | 9      | −9     |
| «Динамо» Київ     | ВЛ                | 1952              | 4         | -3        | 1     | -2    | 5      | -5     |
| «Динамо» Київ     | ВЛ                | 1951              | 1         | -4        | 0     | 0     | 1      | -4     |
| «Динамо» Київ     | ВЛ                | 1950              | 32        | -46       | 3     | -6    | 35     | -52    |
| «Динамо» Київ     | ВЛ                | 1949              | 32        | -42       | 3     | -5    | 35     | -47    |
| «Динамо» Київ     | ВЛ                | 1948              | 23        | -46       | 2     | -2    | 25     | -48    |
| «Динамо» Київ     | ВЛ                | 1947              | 22        | -29       | 2     | -3    | 24     | -32    |
| «Динамо» Київ     | ВЛ                | 1946              | 15        | -24       | 3     | -4    | 18     | -28    |
| «Динамо» Київ     | ВЛ                | 1945              | 11        | -31       | 0     | 0     | 11     | -31    |
| «Динамо» Київ     | Всього            | Всього            | 140       | −225      | 14    | −22   | 154    | −247   |
| «Харчовик» О      | Б                 | 1940              | 21        | -23       | -     | -     | 21     | -23    |
| «Харчовик» О      | ВЛ                | 1939              | 8         | -24       | 0     | 0     | 8      | -24    |
| «Харчовик» О      | Всього            | Всього            | 29        | −47       | 0     | 0     | 29     | −47    |
| Всього за кар'єру | Всього за кар'єру | Всього за кар'єру | 225       | −281      | 20    | −32   | 245    | −313   |

### Тренерська кар'єра

#### 1955—1962
Анатолій Федорович закінчив школу тренерів при Київському державному інституті фізичної культури (нині Національний університет фізичного виховання і спорту України), а у 1955 році заочно закінчив цей навчальний заклад, здавши екзамени на «відмінно».
Першою командою у тренерській кар'єрі Анатолія Федоровича став полтавський «Колгоспник». У березні 1955 року Зубрицький очолив полтавську команду, яку тільки на початку року заснували, ставши таким чином другим в історії цього футбольного клубу тренером після Костянтина Скрипченка. Тількіностворена команда одразу ж досягла результату — 25 травня футболісти «Колгоспника» виграли кубок Полтави, обігравши у фіналі місцевий «Локомотив» з рахунком 2:1. Це дало змогу взяти участь у розіграші кубку Української РСР, однак там дійшовши до одної четвертої фіналу полтавці програли сумському «Торпедо». Перший свій сезон команда закінчила на восьмій сходинці чемпіонату. А у наступному полтавська команда зайняла вже друге місце у чемпіонаті України серед КФК і спромоглася виграти кубок УРСР серед команд колективів фізкультури, що дало змогу перевестися Колгоспнику у клас «Б» чемпіонату СРСР.
Восени того ж року, Анатолія Федоровича перевели в київське «Динамо», на посаду помічника головного тренера. В його обов'язки входило так само керівництво дублюючим складом. На той час у команді якраз з'явилися Валерій Лобановський, Олег Базилевич, Валентин Трояновський, Андрій Біба, Володимир Ануфрієнко та інші. Усі ці футболісти починали свою кар'єру в українському гранді з дубля. Але відпрацювавши три роки у Києві, Анатолій Федорович покинув «Динамо».
У 1959 році колишній одеський зірковий воротар очолив одеський «Чорноморець». Команда до того часу перебувала на 12 місці у турнірній таблиці класу «Б». Поступово гра колективу стала поліпшуватися. Наступні два роки «моряки» закріпилися у верхній частині турнірної таблиці, зайнявши два роки поспіль четверте місце і почали конкурувати у боротьбі за призові місця. Під час роботи в одеському клубі в Анатолія Федоровича склалися доволі незвичні відносини з основною зіркою «Чорноморця» тих часів, Костянтин Фурс. На той час Фурс був чи не найкращим бомбардиром команди, але кар'єрі гравця заважало пияцтво та погана дисципліна. Однак, Зубрицький, все ж, закривав очі на проблеми футболіста. Одного разу Костянтин не з'явився вчасно в готель і його не хотіли пускати всередину. Тоді він проколов шини в автомобілі головного тренера і зник на кілька днів. У 1961 році команда виграла турнір класу «Б», ставши чемпіоном Української РСР, після чого вона повинна була провести перехідні ігри за вихід в клас «А» з донецьким «Шахтарем», але рішенням республіканської федерації футболу, матчі було скасовано. І хоч за усіма футбольними правилами «Чорноморець» мав пройти далі, так як «гірники» тоді були найслабшою командою класу «А», однак здобуття кубка СРСР для київських чиновників вважалося вищим за регламент чемпіонату. Того ж року Анатолій Федорович, у віці 41-го року, отримав звання «Заслужеого тренера Української РСР».
Наступного, 1962 року, після майже здобутої путівки до найвищого дивізіону футболісти змінили своє ставлення до футболу. На грі футболістів позначилися вихваляння та почесті
які передчасно давалися гравцям минулого сезону, а також застілля, що супроводжувалися після перемог. Окрім того, дехто з гравців, розуміючи, що класі «А» рівень гри набагато вищий, ніж у другому дивізіоні не бажав підійматися у класі. До того ж основним суперником «моряків», який хотів підвищитися у класі були луганські «Трудові резерви». І якщо команди за силою були приблизно рівні у футболі, то у «кабінетних справах» луганцям допомагав тодішній перший секретар місцевого обкому партії Володимир Шевченко. Результатом цього стали незрозумілі помилки суддів. У результаті, по завершенні сезону «Чорноморець» зайняв друге місце у турнірній таблиці після «чорно-білих». Щоправда чергова реформа не дала змоги «Трудовим резервам» потрапити до вищого дивізіону — Федерація футболу СРСР ухвалила рішення заснувати другу підгрупу класу «А». Однак, не зважаючи на те, що у «моряків» були досить непогані шанси підвищитися у класі, Зубрицький покинув команду. Причиною стало те, що квартиру, яку обласний комітет пообіцяв тренеру за його заслуги, загарбав голова партійного комітету Чорноморського морського пароплавства. Тому Анатолій переїхав до своєї сім'ї у Київ.

#### 1962—1970
Незабаром до тренера від першого секретаря обкому партії, Володимира Щербицького, надійшла пропозиція очолити футбольний клуб «Дніпро» з міста Дніпропетровськ (нині — Дніпро). Прийнявши пропозицію, Анатолію Федоровичу поставили декілька завдань — по-перше, домогтися того, щоб дніпропетровська команда стабільно виступала у вищому дивізіоні, а по-друге, щоб дніпропетровці не опускалися нижче запорізького «Металурга», вічного суперника «Дніпра». У помічники головному тренеру були призначені: Леонід Родос, Матвій Черкаський Анатолій Федорович приступив до роботи з дніпрянами, команда стала набирати очки, але у липні 1963 року тренер був викликаний на прийом до Володимира Щербицького, який повідомив про рішення ЦК КПУ призначити Зубрицького до кінця року головним тренером київського «Динамо», яке тоді було близьке до вильоту з класу «А». І хоч було вже вирішено, що у 1964 році Зубрицького на посаді головного тренера змінить Віктор Маслов, який на той час не міг переїхати з Ростова-на-Дону, Анатолій Федорович був змушений покинути Дніпропетровськ.
Залишивши у «Дніпрі» Леоніда Родоса та Матвія Черкаського управляти командою, Анатолій прибув до столиці республіки. Після першого кола кияни в турнірній таблиці знаходилися в зоні аутсайдерів. І хоч гравці київського гранду були доволі непогані, вони мало віддавали сил на тренуваннях, що позначилося й на офіційних іграх. А з приходом Зубрицького гра команди пожвавилася, з'явилися перемоги, покращився турнірне становище. Команда могла, по завершенні сезону, увійти до шістки команд вищого дивізіону, але гол Слави Метревелі у матчі з московським «Торпедо» відправив «Динамо» на дев'яте місце. В кінці року, як і планувалося, до Києва прибув новий головний тренер — Віктор Маслов, який запропонував Зубрицькому залишитися другим тренером, але звиклий до самостійної роботи Анатолій Федорович відмовився, повернувшись до «Дніпра». Повернувшись, до тренерського штабу, окрім Анатолія Федоровича, Михайло Дідевич, змінивши Черкаського на його посаді, а ще через рік пішов Родос, якого змінив Йосип Ліфшиць. У «Дніпрі» Зубрицький пропрацював до кінця 1966 року.
У 1967 році тренер, через сімейні обставини був вимушений покинути Дніпропетровськ і переїхав до Кривого Рогу, де очолив місцевий «Кривбас», але вже у наступному, 1968 році, за розпорядженням республіканського спорткомітету був відряджений до Криму, де два сезони тренував сімферопольську «Таврію», вивівши команду з 16 місця до групи лідерів.
Наприкінці 1969 року, не зійшовшись характерами з головою команди Анатолієм Заяєвим, одесит залишив Сімферополь, повернувшись у Кривий Ріг, куди його запросив Анатолій Азаренков, колишній гравець одеської команди.

#### 1970—1979
Результат головування Зубрицьким «Кривбасу» не змусив себе довго чекати. У 1971 році команда була одним з лідерів другої ліги, але наприкінці першого кола наставникові криворізької команди стали наполегливо пропонувати знову очолити одеський «Чорноморець», а через деякий час, рішенням спорткомітету, Зубрицький був призначений головним тренером рідного клубу.
У 1972 році, очолюваний Анатолієм Федоровичем «Чорноморець», з перших матчів захопив лідерство у першій лізі. Команда впевнено рухалася до перемоги в турнірі, але, все ж через незрозумілі поразки, Зубрицький знову запідозрив, що не усі гравці команди хочуть вийти у вищий дивізіон. Втративши очки на фініші, «Чорноморець» дозволив обійти себе у турнірній таблиці донецькому «Шахтареві» та ташкентському «Пахтакору», через що 1973 року Анатолій Федорович був звільнений від займаної посади.
Покинувши одеський клуб, Анатолій Федорович активно взявся за організацію і відкриття дитячої спортивної школи на базі чорноморця, ставши одним з творців цього навчального закладу, згодом виховав для радянського, українського та російського футболу багато відомих майстрів (Ігоря Бєланова, Іллю Цимбалар, Олега Мочуляк, Сергія Шматоваленко, Юрія Нікіфорова, Дмитра Парфьонова).
У 1974 році колишній воротар відгукнувся на пропозицію з Кривого Рогу знову очолити «Кривбас». При ньому команда зайняла третє місце в українській зоні другої ліги, але пробитися в першу лігу через стикові матчі команда не змогла.
З 1977 року по 1979 рік працював директором СДЮШОР «Чорноморець». У той же час повернувся на тренерську роботу до «Чорноморця», куди запросив і свого колегу, Анатолія Азаренкова, з яким зустрічався і в одеській команді, і в «Кривбасі». Наприкінці сезону 1977 року Анатолія Федоровича проінформував секретар одеського обкому, Кириченко, про рішення українського ЦК, за яким треба було допомогти львівським «Карпатам» залишитися у вищій лізі. У задуманій схемі брали участь три команди — одесити, ленінградський «Зеніт» та, звісно, «Карпати». На той час, під кінець сезону, коли залишалося відіграти кожній команді по три матчі у «моряків» було найкраще становище — сьоме місце, а львів'яни знаходилися на 15-ій позначці, а отже, у зоні вильоту. За схемою у матчі з ленінграцями, що проходив у них «вдома», одесити мали програти з мінімальним рахунком і це б суттєво не нашкодило б їм, а «Зеніт» забезпечив би собі три очки, а у наступному турі, «Карпати» б мали виграти у ленінградців, забезпечивши себе 14-м місцем у турнірній таблиці. Однак, у першому договірному матчі, у Ленінграді «синьо-біло-блакитні», неочікувано виграли з рахунком 4:1, при чому перші три голи вони забили у першому таймі, а тодішній тренер «Зеніту», Юрій Морозов чи то не знав про договір, чи то вирішив не діяти чесно. А у наступному турі, у матчі із «левами» команда Морозова відіграла у нічию 0:0, через що львівська команда вилетіла у першу лігу.
Пропрацювавши ще два роки тренером «Чорноморця» Анатолій Зубрицький знову очоливши СДЮШОР, залишаючись її беззмінним керівником до 2005 року. Серед вихованців Анатолія Федоровича є багато футболістів, що згодом виступали, як за основну команду клубу, так і збірну України. Так наприклад, 1985 року, у віці шести років, Зубрицький прийняв у свою школу вчилися Андрія Вороніна, що згодом у складі «жовто-блакитних» вийшов до одної четвертої фіналу на чемпіонаті світу 2006.

#### Тренерська статистика
| «Чорноморець» О                                          | ВЛ                | 1978              | 34  | 14  | 10  | 10  | 49  | 36  | 50,98 | -                    |
| «Чорноморець» О                                          | 1Л                | 1972              | 42  | 21  | 10  | 11  | 73  | 42  | 57,94 | -                    |
| «Чорноморець» О                                          | Всього            | Всього            | 76  | 35  | 20  | 21  | 122 | 78  | 54,82 |                      |
| «Дніпро» Д                                               | клас «А»          | 1966              | 35  | 11  | 12  | 12  | 33  | 29  | 42,86 | -                    |
| «Дніпро» Д                                               | клас «А»          | 1965              | 49  | 20  | 15  | 14  | 50  | 45  | 51,02 | -                    |
| «Дніпро» Д                                               | клас «А»          | 1964              | 39  | 12  | 11  | 16  | 37  | 47  | 40,17 | -                    |
| «Дніпро» Д                                               | клас «А»          | 1963              | 36  | 13  | 11  | 12  | 39  | 38  | 46,3  | -                    |
| «Дніпро» Д                                               | Всього            | Всього            | 159 | 56  | 49  | 54  | 159 | 159 | 45,49 |                      |
| «Чорноморець» О                                          | клас «Б»          | 1962              | 41  | 21  | 11  | 9   | 70  | 37  | 60,16 | Переможець класу «Б» |
| «Чорноморець» О                                          | клас «Б»          | 1961              | 39  | 29  | 6   | 4   | 75  | 29  | 79,49 | Переможець класу «Б» |
| «Чорноморець» О                                          | клас «Б»          | 1960              | 34  | 21  | 4   | 9   | 69  | 32  | 65,69 | -                    |
| «Чорноморець» О                                          | клас «Б»          | 1959              | 29  | 15  | 4   | 10  | 41  | 27  | 56,32 | -                    |
| «Чорноморець» О                                          | Всього            | Всього            | 143 | 86  | 25  | 32  | 255 | 125 | 65,98 |                      |
| «Колгоспник» П                                           | ЧУРСР КФК         | 1956              | 20  | 13  | 5   | 2   | 40  | 11  | 73,33 | Володар кубку УРСР   |
| «Колгоспник» П                                           | ЧУРСР КФК         | 1955              | 24  | 10  | 4   | 10  | 45  | 39  | 47,22 | -                    |
| «Колгоспник» П                                           | Всього            | Всього            | 44  | 23  | 9   | 12  | 85  | 50  | 59,09 | [ 24 ]               |
| Всього за кар'єру                                        | Всього за кар'єру | Всього за кар'єру | 422 | 200 | 103 | 119 | 621 | 412 | 55,53 |                      |
| У таблиці враховані матчі чемпіонату та розіграшу кубку. |                   |                   |     |     |     |     |     |     |       |                      |

### Останні роки
Займався громадською роботою, був віце-президентом одеської міської асоціації футболу.
А 17 лютого 2005 року, після важкої хвороби, Анатолій Федорович Зубрицький помер. Похований на Другому Християнському кладовищі Одеси.
У пам'ять про Анатолія Федоровича Зубрицького щороку в Одесі на основній базі СДЮШОР СОК «Відрада» у день народження видатного футболіста та тренера, 20 листопада, проводиться традиційний юнацький турнір на кубок «Чорне море».
Нині одеська СДЮШОР «Чорноморець» носить ім'я А. Ф. Зубрицького.

## Титули та досягнення

### Командні
«Динамо» Київ:
- Володар кубку УРСР (3): 1946, 1947, 1948.

«Буревісник» Кишинів:
- Переможець зонального турніру класу «Б» чемпіонату СРСР (1): 1955.

### Тренерські
«Колгоспник» Полтава:
- Срібний призер чемпіонату УРСР (1): 1956.
- Володар кубку УРСР (1): 1956.
- Володар кубку Полтави (2): 1955, 1956.

«Чорноморець» Одеса:
- Переможець зонального турніру класу «Б» чемпіонату СРСР (2): 1961, 1962.
- Чемпіон УРСР: 1961.
- віце чемпіон УРСР: 1962.
- Третій призер чемпіонат СРСР (1ліги)- 1972

«Динамо-2» Київ:
- Золотий призер чемпіонату СРСР серед дублерів (1): 1963.

### Індивідуальні
- Майстер спорту СРСР (1948)[4]
- Заслужений тренер Української РСР (1961)[4]